# Heteromallus spina
Heteromallus spina är en insektsart som beskrevs av Brunner von Wattenwyl 1888. Heteromallus spina ingår i släktet Heteromallus och familjen grottvårtbitare. Inga underarter finns listade i Catalogue of Life.